# فنجاني غاريقوني
فنجاني غاريقوني (الاسم العلمي: Peziza agaricinum) هو نوع من الفطريات يتبع جنس الفنجاني من فصيلة الفنجانية.